# HD 173495
HD 173495，又名BD+05 3941，SAO 123886、HR 7048，是一颗恒星，视星等为5.83，位于銀經37.16，銀緯3.83，其B1900.0坐标为赤經18h 40m 33.4s，赤緯+5° 3.83′ 46″。